# Cannons
Cannons è un gruppo musicale indie pop statunitense formatosi a Los Angeles nel 2013.

## Formazione
Attuale
- Michelle Joy – voce (2013-attuale)
- Ryan Clapham – chitarra (2013-attuale)
- Paul Davis – batteria, sintetizzatore (2013-attuale)

## Discografia

### Album in studio
- 2017 – Night Drive
- 2019 – Shadows
- 2022 - Fever Dream

### EP
- 2014 – Up All Night
- 2018 – In a Heartbeat
- 2021 – Covers by Cannons